# Johan Arnold Bloys van Treslong

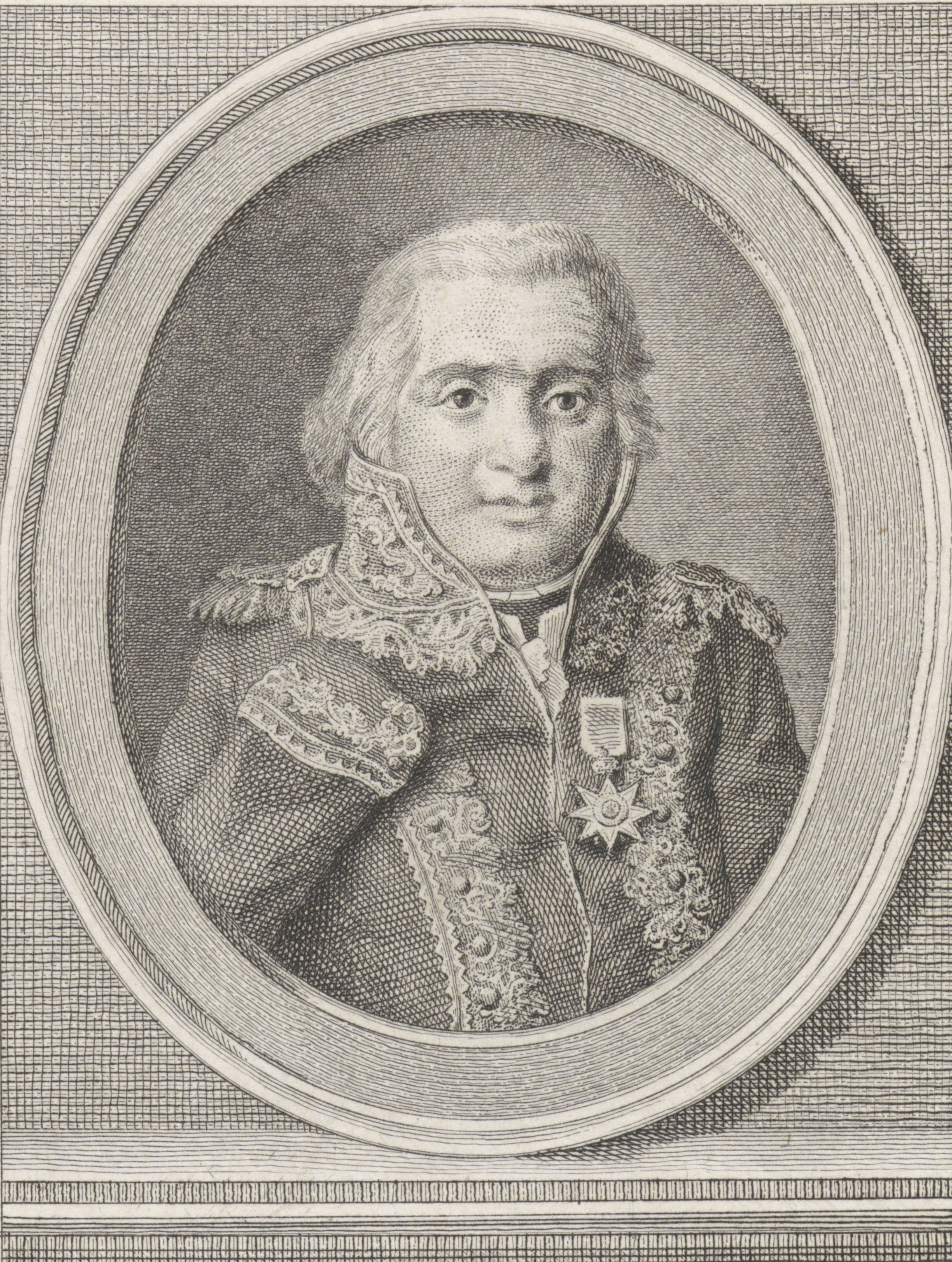
Prent uit de 19e eeuw met de gemutileerde Bloys van Treslong. Op zijn borst prijkt de Orde van de Unie

Johan Arnold Bloys van Treslong (Steenbergen, 8 november 1754 – Amsterdam, 26 januari 1824) was een Nederlands marineofficier en patriot. Hij nam in 1772 met de rang van adelborst dienst bij de Admiraliteit van de Maze. Hij diende de Nederlandse republiek op de Noordzee, in West-Indië en in de strijd tegen mohammedaanse piraten in de Middellandse Zee. Na de nederlaag in de Zeeslag bij Kamperduin in 1797 werd hij als zondebok aangewezen, maar zijn naam werd later gezuiverd.
Hij streed in 1781 onder commando van Pieter Melvill van Carnbee in de zeeslag bij St. Vincent en was van 1782 tot 1787 gezagvoerder op verschillende schepen in de Middellandse Zee. In 1787 werd hij wegens zijn patriottische gezindheid op non-actief gesteld. Zijn periode in ongenade duurde tot 1793.

## De zeeslag bij Kamperduin
Op 7 oktober 1797 volgde schout-bij-nacht van de "Witte vlag" Johan Arnold Bloys van Treslong op het linieschip Brutus het eskader van de opperbevelhebber van de Bataafse vloot, viceadmiraal Jan Willem de Winter (1761-1812). De comités van Marine en Buitenlandse Zaken hadden de vloot opgedragen om de Britse blokkade van de Nederlandse kust te breken. Zij ontmoetten bij Kamperduin een veel sterkere Britse vloot onder admiraal Adam Duncan.
Duncan deed wat Nelson hem bij Trafalgar nadeed; hij effileerde de gebrekkig gecoördineerde en slecht zeilende Bataafse vloot. De Britse schepen koersten loodrecht op de Bataafse schepen af en schoten de vijandelijke schepen aan puin. Het vlaggenschip "De Vrijheid" werd door vier Britse schepen ingesloten en het ene Bataafse schip na het andere werd door de voortreffelijk navigerende en vurende Britten verwoest.
Bloys van Treslong kon het voor hem boven de wind liggende vlaggenschip niet bereiken omdat hij door een brandend en stuurloos Nederlands schip, de Hercules met 74 stukken geschut, werd gehinderd.
Een kogel verbrijzelde de rechterarm van de schout-bij-nacht. De arm moest worden geamputeerd.
De Britse vloot behaalde een klinkende overwinning; ze maakte tien Bataafse schepen buit, waaronder negen linieschepen. Bijna 1400 Bataafsche zeelieden werden gedood of verwond. Aan Engelse zijde ging niet één schip verloren, maar werden ruim 1000 gesneuvelden en gekwetsten geteld.
Voor het eerst in de geschiedenis moest een Nederlandse admiraal zijn vlaggenschip overgeven. Admiraal de Winter en viceadmiraal Hermanus Reijntjes werden met hun bemanning in gevangenschap naar Great Yarmouth gebracht. De achterhoede onder Bloys van Treslong kon, gereduceerd tot drie zwaar beschadigde schepen, Hellevoetsluis bereiken.

## De gevolgen van de zeeslag bij Kamperduin
De Bataafse Republiek was diep geschokt door de nederlaag. De republikeinse leden van de Nationale Vergadering, gaven de schuld aan de moderate leden van de Commissie voor Buitenlandse Zaken, die het bevel tot uitvaren had gegeven. Terwijl Admiraal de Winter in ieders ogen een held was, werd er ook veel kritiek geuit op schout-bij-nacht Bloys van Treslong. Dat hij een aristocraat was maakte hem in deze revolutionaire periode ook al niet geliefder. Men verweet hem onbekwaam genavigeerd te hebben en zo de Engelsen de gelegenheid te hebben gegeven om de Nederlandse linie als een zeis te doorsnijden. Het niet assisteren van het in het nauw gebrachte vlaggenschip werd Bloys eveneens ten laste gelegd en hij moest voor de Hoge Zeekrijgsraad verschijnen.
De krijgsraad zuiverde admiraal De Winter van alle blaam. Andere officieren werden disciplinair bestraft. De zondebok was in de ogen van de militaire rechters Johan Arnold Bloys van Treslong. Ondanks een bekwame verdediging en geloofwaardige argumenten te zijner verdediging werd hij schuldig bevonden en veroordeeld tot vijf jaar schorsing en betaling van een deel der proceskosten. Het zou meer dan tien jaar duren voor de gewezen schout-bij-nacht in ere werd hersteld onder het bewind van koning Lodewijk Napoleon.

## Rehabilitatie
Deze rehabilitatie vond op 18 oktober 1808 plaats in de vorm van een benoeming als (titulair) viceadmiraal. De 61-jarige zeeofficier werd diezelfde dag eervol ontslagen en gepensioneerd. Op deze dag werd hij ook Ridder in de Orde van de Unie, een eer die hij met zijn verwanten Cornelis Ysaac, Jacob Arnout en Willem Otto deelde.

## Familie
De Bloys' van Treslong brachten als familie vier vlagofficieren van de marine voort.
- Willem Bloys van Treslong (1529–1594), een watergeus.
- Jacob Arnout Bloys van Treslong, elders Ir. Jacob Arnold Bastingius Bloys van Treslong. genoemd[2],(1756–1826), Secretaris-generaal van het Ministerie van Marine.
- Johan Arnold Bloys van Treslong (1754–1824)
- Jhr. Willem Otto Bloys van Treslong (1765–1837), een neef van Johan Arnold.

daarnaast was er
- Cornelis Ysaac Bloys van Treslong (1763–1826), hij bracht het tot Kapitein-ter-zee.